# Swansea.com (стадион)
«Swansea.com» (до 2021 года был известен под названием «Либерти» англ. Liberty Stadium, валл. Stadiwm Liberty) — стадион в Суонси, домашняя арена для футбольного клуба «Суонси Сити» и регбийной команды «Оспрейз». На трибунах установлено 20 532 сидячих места для зрителей, что делает стадион третьим по вместимости стадионом Уэльса после «Миллениума» и «Кардифф Сити».

## Открытие
Строительство стадиона продолжалось в 2003—2005 годах, открытие состоялось 10 июля 2005 года в рамках товарищеского матча между «Суонси Сити» и «Фулхэмом», завершившегося ничьей 1:1.

## Название
В период строительства предлагались различные варианты названия стадиона; наиболее упоминаемыми были «Морва» (по имени стадиона «Морва», располагавшегося на противоположном берегу реки Таве) и «Уайт Рок» (по названию работавшего в этом месте длительное время медеплавильного завода). Во время поисков спонсора для стадиона, владельцы отказались от временных названий и стадион был известен просто как «новый». После подписания 18 октября 2005 года спонсорского соглашения с базирующейся в Суонси компанией «Либерти Пропертиз», стадион получил название «Либерти».
В августе 2021 года стадион был переименован в Swansea.com Stadium в рамках десятилетнего спонсорского соглашения с торговой компанией Swansea.com.

## Айвор Оллчерч
Статуя Айвора Оллчерча была торжественно открыта перед матчем чемпионата с «Олдем Атлетик». Жители Суонси памятником почтили память уроженца их города и легендарного футболиста, в течение двух периодов выступлений за «Суонси Сити» забившего 164 мяча в 445 матчах.

## Концерты
- 1 июня 2007 года — на стадионе совместно с Killing For Company и The Charlatans провела свой концерт группа The Who[7].
- 29 июня 2008 года — Элтон Джон давал свой единственный в Уэльсе концерт 2008 года на «Либерти Стэдиум» перед рекордной 25-тысячной публикой[8]. Также в нём принял участие Ричард Флишман.
- 23 июня 2010 года — американская певица Pink провела концерт в рамках своего Funhouse Summer Carnival Tour[9].